# George Moorhouse
George Moorhouse (Liverpool, 1901. május 4. – Long Beach, 1982. június 13.) angol születésű, egykori amerikai válogatott labdarúgó.
Az amerikai válogatott tagjaként részt vett az 1930-as és az 1934-es világbajnokságon.

## Sikerei, díjai
USA
- Világbajnoki bronzérmes (1): 1930